# Listă de filme sovietice din 1950
- Filme sovietice din: 1949 — 1950 — 1951

Aceasta este o listă de filme produse în Uniunea Sovietică în 1950.
| Titlu                   | Titlu original       | Regizor          | Distribuție                        | Gen      | Note |
| ----------------------- | -------------------- | ---------------- | ---------------------------------- | -------- | ---- |
| 1950                    |                      |                  |                                    |          |      |
| Alitet pleacă în munți  | Алитет уходит в горы | Mark Donskoi     | Andrei Abrikosov, Lev Sverdlin     |          |      |
| Cazacii din Cuban       | Кубанские казаки     | Ivan Pîrîev      | Serghei Lukianov, Marina Ladinina  |          |      |
| Căderea Berlinului      | Падение Берлина      | Mihail Ciaureli  | Mihail Ghelovani, Boris Andreev    |          |      |
| Complotul condamnaților | Заговор обречённых   | Mihail Kalatozov | Ludmila Skopina, Pavel Kadocinikov | dramatic |      |